# Gerard Reynst
Gerard Reynst   (Amsterdam, segle XVI - Jakarta, 7 de desembre de 1615) va ser el segon Governador General de les Índies Orientals Holandeses.
Tot el que se sap dels seus primers anys és que va néixer a Amsterdam i era fill de Pieter Rijnst (ca. 1510-1574) i Trijn Sijverts. El 1588 es va casar amb Margrieta Nicquet. El 1599, com a comerciant i armador, va esdevenir membre fundador i administrador de la Companyia de Brabant, que el 1600 es va convertir en la companyia Vereenighde d’Amsterdam. El 1602, juntament amb altres empreses mercants, la companyia de Reynst es va fusionar amb la Companyia Holandesa de les Índies Orientals. El 20 de febrer de 1613, a petició dels seus companys de la companyia, va acceptar el càrrec de Governador General de les Índies Orientals Holandeses.
El 2 de juny de 1613 Gerard Reynst va salpar dels Països Baixos amb nou vaixells cap a les Índies Orientals Holandeses per prendre el control de l'oficina de la Companyia en un viatge que va durar 18 mesos. Durant aquest temps, Reynst va enviar un dels seus vaixells al mar Roig per tal que comencés a establir relacions comercials amb les poblacions àrabs de la zona. En arribar va prendre oficialment el comandament, substituint al seu predecessor, Pieter Both. Una mort prematura, el 7 de desembre de 1615, a causa de la disenteria, va limitar la seva capacitat d'actuació. Amb tot, durant el seu mandat va impedir l'assentament dels britànics a l'illa de Ceram.